# Welcome to the Morbid Reich
| Críticas profissionais | Críticas profissionais |
| Avaliações da crítica  | Avaliações da crítica  |
| Fonte                  | Avaliação              |
| ---------------------- | ---------------------- |
| Blistering             | [ 2 ]                  |
| Blabbermouth           | [ 3 ]                  |
| Chronicles of Chaos    | [ 4 ]                  |
| Revolver               | [ 5 ]                  |
| About.com              | [ 6 ]                  |
| Teraz Rock             | [ 7 ]                  |
| Sputnikmusic           | [ 8 ]                  |
| Exclaim!               | favorável              |

Welcome to the Morbid Reich é o nono álbum da banda polonesa de death metal Vader. Foi lançado em 12 de agosto de 2011 pela Nuclear Blast. O lançamento foi precedido por um single de download digital da canção  "Come And See My Sacrifice", a qual foi lançada em 16 de julho de 2011. O álbum venceu o Fryderyk Award na categoria 'Álbum de Heavy Metal do Ano (Album roku heavy metal)',  e chegou à posição 17 na Billboard Top New Artist Albums (Heatseekers), e ao 25º lugar na Hard Rock Albums. Nas paradas musicais da Polônia, Welcome to the Morbid Reich foi nº 6, e caiu após quatro semanas. O disco também entrou nas paradas da França, Japão, Suíça e Alemanha.

## Lista de faixas
| N.º | Título                                                       | Letras                      | Música          | Duração |  |
| 1.  | "Ultima Thule" (instrumental)                                |                             | Krzysztof Oloś  | 0:48    |  |
| 2.  | "Return to the Morbid Reich"                                 | Harry Maat, Piotr Wiwczarek | Piotr Wiwczarek | 3:26    |  |
| 3.  | "The Black Eye"                                              | Piotr Wiwczarek             | Piotr Wiwczarek | 4:12    |  |
| 4.  | "Come and See My Sacrifice"                                  | Piotr Wiwczarek             | Marek Pająk     | 4:44    |  |
| 5.  | "Only Hell Knows"                                            | Piotr Wiwczarek             | Piotr Wiwczarek | 2:13    |  |
| 6.  | "I Am Who Feasts Upon Your Soul"                             | Piotr Wiwczarek             | Marek Pająk     | 4:50    |  |
| 7.  | "Don't Rip the Beast's Heart Out"                            | Piotr Wiwczarek             | Piotr Wiwczarek | 3:58    |  |
| 8.  | "I Had a Dream…"                                             | Piotr Wiwczarek             | Marek Pająk     | 3:02    |  |
| 9.  | "Lord of Thorns"                                             | Harry Maat, Piotr Wiwczarek | Piotr Wiwczarek | 2:38    |  |
| 10. | "Decapitated Saints" (Regravada de The Ultimate Incantation) | Piotr Wiwczarek             | Piotr Wiwczarek | 2:41    |  |
| 11. | "They're Coming…" (instrumental)                             |                             | Marek Pająk     | 1:46    |  |
| 12. | "Black Velvet and Skulls of Steel"                           | Piotr Wiwczarek             | Piotr Wiwczarek | 3:19    |  |

| Faixas bônus |                                                 |                       |               |         |  |
| N.º          | Título                                          | Letras                | Música        | Duração |  |
| 13.          | "Troops of Tomorrow" (The Exploited cover)      | Ian Carnochan         | Ian Carnochan | 4:56    |  |
| 14.          | "Raping the Earth" (Extreme Noise Terror cover) | Dean Jones, Phil Vane | Pete Hurley   | 1:54    |  |

## Créditos
| Vader - Piotr "Peter" Wiwczarek – vocais, guitarra, baixo, letras - Marek "Spider" Pająk – guitarra, baixo - Paweł "Paul" Jaroszewicz – bateria Músicos adicionais - Krzysztof "Siegmar" Oloś – teclado - Harry Maat – backing vocals, letras |  | Produção - Wojtek & Sławek Wiesławscy – produção, engenharia de som, mixagem, masterização - MK (Optimal Media Production) – masterização (LP Edition) - Rafał Konopka – assistente de engenharia de som - Zbigniew M. Bielak – arte de capa, layout - Mariusz Kmiołek – empresário - Takahisa Okuno – linhas de nota japonesas Nota - Gravado, mixado e masterizado no Hertz Recording Studio, Białystok, Polônia, em Março/Abril de 2011. |

## Desempenho nas paradas

### Semanais
| Parada musicais (2011)        | Posição de pico |
| ----------------------------- | --------------- |
| Polish Albums Chart           | 6               |
| German Albums Chart           | 73              |
| Swiss Albums Chart            | 94              |
| French Albums Chart           | 154             |
| Japanese Albums Chart         | 233             |
| US Billboard Top Heatseekers  | 17              |
| US Billboard Hard Rock Albums | 25              |

### Mensais
| Parada musicais (2011) | Posição de pico |
| ---------------------- | --------------- |
| Poland (ZPAV Top 100)  | 18              |